# Hrabstwo Marshall (Kansas)
Hrabstwo Marshall – hrabstwo położone w USA w stanie Kansas z siedzibą w mieście Marysville. Założone 25 sierpnia 1855 roku.

## Miasta
- Marysville
- Blue Rapids
- Frankfort
- Waterville
- Axtell
- Beattie
- Summerfield
- Vermillion
- Oketo
- Home (CDP)

## Sąsiednie Hrabstwa
- Hrabstwo Pawnee
- Hrabstwo Nemaha
- Hrabstwo Pottawatomie
- Hrabstwo Riley
- Hrabstwo Washington
- Hrabstwo Gage